# 迈克·埃利奥特
迈克·埃利奥特（英語：Mike Elliott，1974年6月4日—），是一名英国一级方程式空气动力学家。他在2023年担任梅赛德斯车队的首席技术官。

## 生平
迈克·埃利奥特在2000年进入一级方程式围场，加入迈凯伦车队开始自己的赛车工程生涯；他在沃金担任车队的空气动力学工程师。2003年他被提升为赛道空气动力学工程师。2006他成为车队的空气动力学部门负责人。直到他2008年离开迈凯伦。
从2008年至2011年，埃利奥特担任雷诺车队的空气动力学总监，以及之后变更为路特斯车队的空气动力学总监。
他在2012年加入梅赛德斯担任空气动力学总监，2017年起担任车队工程总监，2021年起接替詹姆斯·埃里森担任车队技术总监。2023年他与埃里森互换职位，他成为梅赛德斯车队的首席技术官，而埃里森重回技术总监。此举是被看作车队连续两个赛季缺乏竞争力的赛车而进行的调整。2023年10月31日，埃利奥特宣布离开效力了11年的梅赛德斯车队。